# Rubus polyanthemus
Espèce
Classification phylogénétique
Rubus polyanthemus est une espèce de plantes à fleurs du genre Rubus (les ronces) et de la famille des Rosaceae. Elle possède des feuilles majoritairement pourvues de 5 folioles, mais il y a toujours au moins quelques feuilles avec 6 ou 7 folioles, rare chez les ronces poussant en France. Comme la plupart des espèces de ronce, la répartition est mal connue en France.